# Diagonal del vacío

Mapa de la densidad de población de los departamentos de Francia en 2007, apareciendo la diagonal del vacío en color azul.

La Diagonal del vacío (en francés: Diagonale du vide) es una amplia franja del territorio francés que se extiende desde el departamento del Mosa hasta las Landas, donde las densidad de población es relativamente baja en comparación con el resto de Francia. La mayoría de los geógrafos evitan hoy esta expresión, que consideran peyorativa y exagerada, y prefieren hablar de una "diagonal de bajas densidades".

## Presentación

Las líneas discontinuas marcan los límites aproximados de la "diagonal del vacío". La línea continua es la línea de El Havre-Marsella, al este de la cual vive el 60% de la población francesa.

Su baja densidad demográfica (menos de 30 habitantes por km²) se debe principalmente al éxodo rural de los siglos XIX y XX y luego al fenómeno de la metropolización que ha reforzado las zonas densas del país desde la segunda mitad del siglo XX.
El término fue retomado por la DATAR (Délégation interministérielle à l'aménagement du territoire et à l'attractivité régionale), pero se desconoce su origen exacto. Grésillon, Alexandre y Sajaloli, sin embargo, lo atribuyen a Charles Dupin en su tratado sobre las fuerzas productivas y comerciales de Francia, en 1837. Este término describe un fenómeno que es más visible en el mapa de los departamentos que en el de las regiones.
Este espacio se integra en una diagonal transfronteriza mucho más amplia, la diagonal continental.

## Historia y evolución
Antes del empleo del término "diagonal del vacío", un elemento recurrente para hablar de la distribución de la población era la "línea Saint-Malo-Ginebra", símbolo de la oposición entre la Francia industrial del Nordeste y la Francia agrícola y rural del Suroeste. Había sido propuesto por Charles Dupin en 1837 en su tratado sobre las fuerzas productivas y comerciales de Francia.
En 1947, el geógrafo Jean-François Gravier ya mencionaba un "desierto francés". Este punto de vista extremo ahora se ha moderado y el desierto francés se ha reducido a la actual "diagonal de bajas densidades".
Hervé Le Bras y Emmanuel Todd describieron que esta realidad ya no podía aplicarse a la década del 2000, dado el crecimiento acelerado que observaron en ciertos departamentos como Indre y Gers. Según los datos recogidos por estos dos autores, las zonas de crecimiento demográfico nulo o negativo se extienden ahora sólo desde el Macizo Central hasta la región de Lorena. Un análisis a nivel de comunas y municipios muestra, por el contrario, que las áreas de declive demográfico se extienden más allá de dicho eje. Además, el aumento del crecimiento observado por Hervé Le Bras y Emmanuel Todd es frágil, ya que se basa en un aporte migratorio esencialmente de personas mayores, y no en una recuperación del equilibrio natural.
Esta diagonal contó con una fuerte movilización del movimiento de los chalecos amarillos en 2018 y 2019, según la cartografía establecida por Hervé Le Bras.

## Aspectos topográficos y económicos

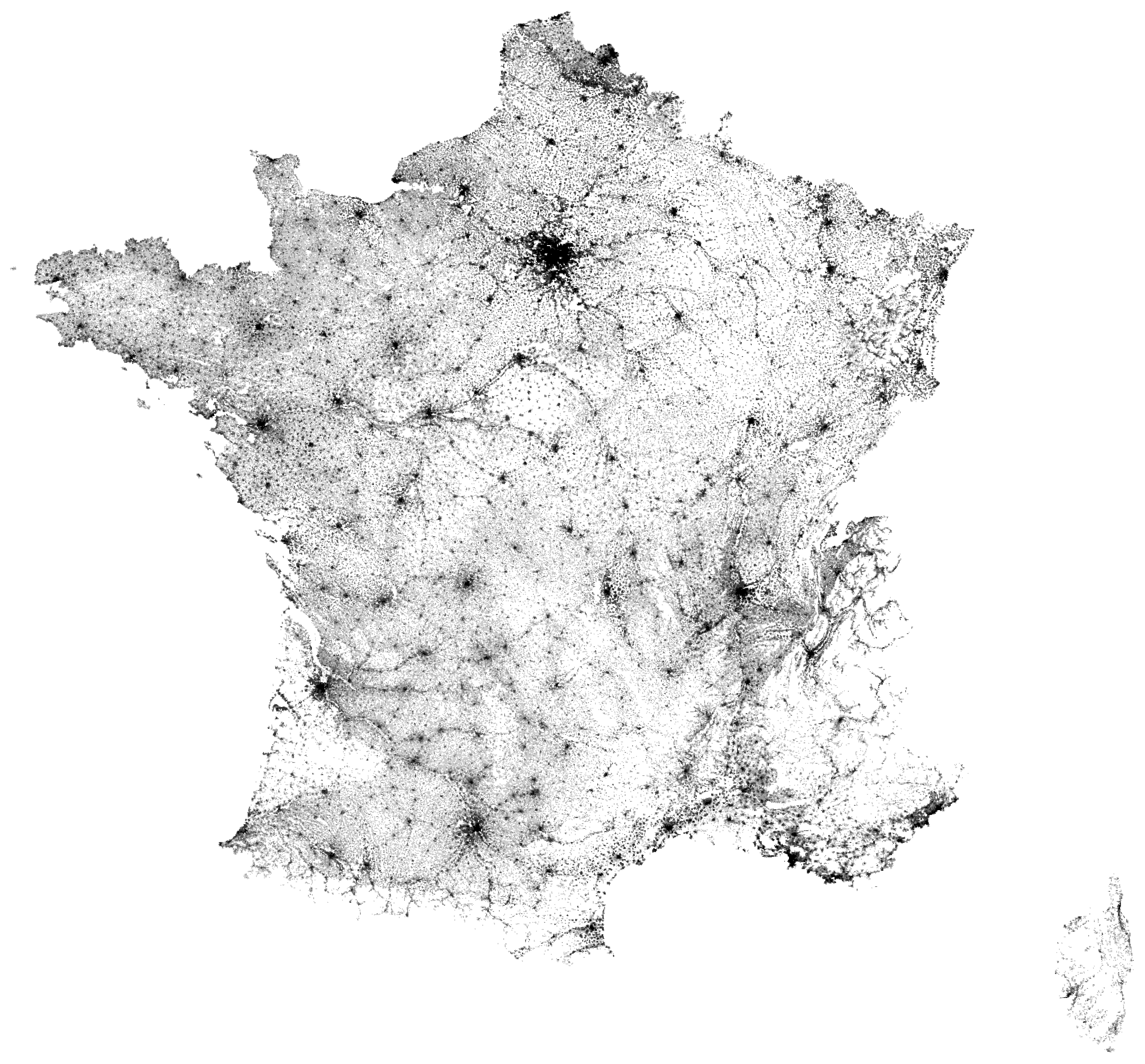
Mapa de la densidad de población de Francia en 2007, donde las zonas poco pobladas figuran en blanco.

Si la formación de la diagonal del vacío puede percibirse como consecuencia de la concentración de la población en metrópolis, dicha concentración de las metrópolis fuera de la diagonal del vacío puede interpretarse distinguiendo:
- Al sur, la zona formada por el Macizo Central, de marcado relieve y menor atractivo turístico que el de los Alpes franceses, así como un pequeño número de valles muy urbanizados fuera del circo volcánico de Clermont-Ferrand y el valle de Gier y Furan con Saint-Étienne y su cuenca minera.
- Al norte, la zona situada entre la región de París y el valle del Mosela, alejada del litoral y que presenta pocos factores de población en comparación con las regiones vecinas.

Esto contrasta con áreas moderadamente densamente pobladas, tales como:
- El gran oeste, incluida Bretaña, destaca por su predominio de la ganadería frente a la agricultura y,[12] por tanto, de viviendas menos espaciadas, pero también de una elevada proporción de viviendas individuales que pueden inducir un fenómeno de dispersión urbana.

O áreas muy densamente pobladas, que se pueden correlacionar con:
- Grandes aglomeraciones y áreas metropolitanas en general.
- Los valles del Sena (París, Ruan, El Havre), del Ródano (Lyon, Marsella), del Loira (Nantes, Angers, Tours), del Mosela (Nancy, Metz) y otras zonas topográficamente propicias para la concentración de la población.
- Las líneas ferroviarias, que pueden concentrar a la población del mismo modo que en la región parisina.
- Zonas de industria pesada, textil o minera (norte, noreste y Loira).

## La Diagonal del vacío en las artes
En la literatura, La Diagonale du vide es el título de una novela de Pierre Péju, así como de un relato de viajes escrito por Mathieu Mouillet, llamado La diagonale du vide, un voyage exotique en France. Diagonale du vide también es el título de un cortometraje francés dirigido por Hubert Charuel, publicado en 2012.